# Alain Canhiart
Alain Canhiart (* um 1000, † 1058) war zwischen 1020 und 1058 Graf von Cornouaille.

## Etymologie

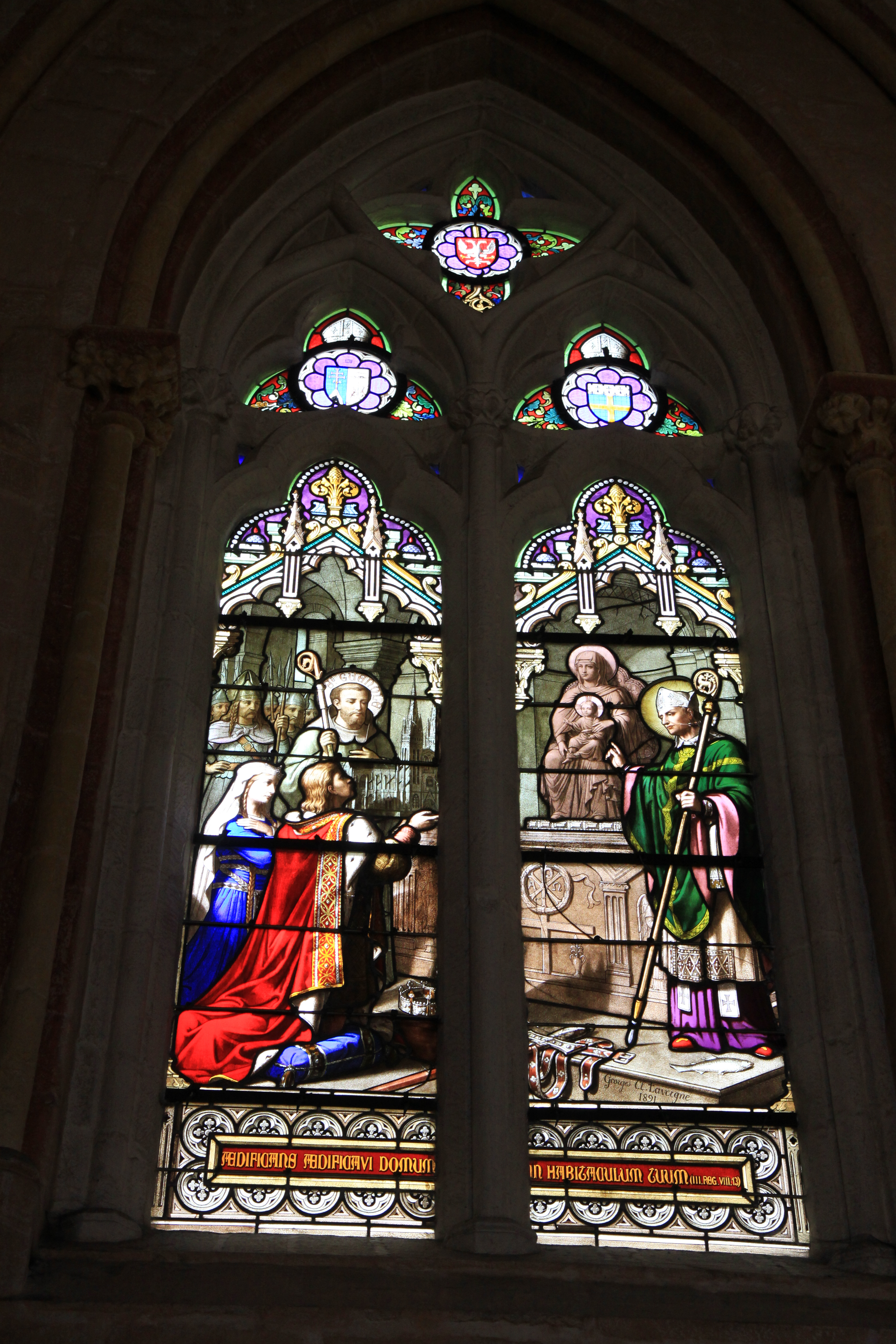
Gelübde Alain Canhiarts – Buntglasfenster in der Kathedrale Saint-Corentin in Quimper

Der Nachname Canhiart ist vom Altbretonischen Kann Yach abgeleitet mit der Bedeutung gesunder kraftvoller Kämpfer, bellator fortis in Latein - Bezug nehmend auf seinen feurig, leidenschaftlichen Kampfstil.

## Herkunft und Familie
Alain Canhiart wurde um das Jahr 1000 als Sohn von Benoît de Cornouaille († zwischen 1008 und 1019), dem Grafen und Bischof von Cornouaille, geboren. Sein Vater war nach 990 unter nicht bekannten Umständen auf den Bischofssitz von Quimper berufen worden und führte gleichzeitig den Grafentitel. Seine Mutter  Guigoëdon (oder Guiguoedon) war die Tochter von Orscand le Grand, Bischof von Vannes, der zur Königsfamilie des Alain I. gehörte. Daher rührt auch der Vorname Alain, der namenskundlich bei der aus Cornouaille stammenden Familie eigentlich nicht gebräuchlich war.
Um 1026 heiratete Alain Canhiart Judith, die Tochter von Judicaël de Nantes und Erbin der Grafschaft Nantes. Nach der im Brauchtum vollzogenen Hochzeit schenkte er seiner Braut fünf Ortschaften im Quistillic und die Hälfte der Kirche von Cluthgual mit Zehnt, Friedhof und allen dazugehörenden Rechten.
Alain Canhiart hatte mit Judith mindestens sechs Kinder. Er war Vater von Hoël II., der zum Herzog der Bretagne aufstieg. Weiterhin hatte er noch drei andere Söhne, Guérech II. de Cornouaille, Bénoît de Cornouaille und Budic († 1091). Außerdem zwei Töchter, Hodiern, Äbtissin von Locmaria, und Orguen/Agnes, Gemahlin von Éon I. de Penthièvre.
Laut Pierre Le Baud war Alain Canhiart ein Abkömmling von Rivallon Mur Marzou und gehört somit zur männlichen Linie der Könige der Bretagne. Weitaus sicherer ist jedoch, dass er aus der Linie der Vizegrafen und Grafen stammte, die ab der Mitte des 10. Jahrhunderts ihre erbliche Macht in Cornouaille ausgeübt hatten.

## Graf von Cornouaille
Gegen 1020 wurde Alain Canhiart zum Grafen von Cornouaille, da sein Vater vom Grafenamt zurückgetreten war und 1022 seinen Bischofssitz an seinen zweiten Sohn Orscand übergeben hatte. Die Beziehungen zwischen den beiden Brüdern und ihren Ehegattinnen waren zwar gelegentlich etwas angespannt, jedoch konnte sich Alain immer gegenüber seinem bischöflichen Bruder behaupten.
Eine Streitigkeit brachte ihn zur Konfrontation mit Herzog Alain III. de Bretagne, der dem Grafen vorwarf, Rebellen unterstützt zu haben. Als Strafe konfiszierte der Herzog Besitzungen Alains, darunter Belle-Île-en-Mer (Île de Guadel). Nachdem aber Alain Berthe de Blois, die Tochter von Graf Odo II. im Auftrag des Herzogs entführt hatte und dieser Berthe traditionsgemäß ehelichte, stieg Alain wieder im Kurs des Herzogs und erhielt seine konfiszierte Insel zurück, die einst Aussteuer seiner Mutter Guigoëdon gewesen war.
Der durch seine Eheschließung bewirkte Machtzuwachs hatte offensichtlich erneut die Aufmerksamkeit des Herzogs Alain III. auf sich gezogen, denn eine herzögliche Armee war nach Cornouaille einmarschiert, wurde jedoch laut einer sagenhaften Überlieferung 1031 bei Locronan dank des himmlischen Eingreifens von Saint Ronan zurückgedrängt. Nach einer zweiten Aussöhnung mit Alain III. sah sich Alain Canhiart gezwungen, Aufständen seiner eigenen Vasallen im Léonais zu begegnen, die sich unter der Führung des Vizegrafen von Léon Guyomarch I. erhoben hatten. Er konnte sich aber recht schnell gegen die Aufständischen durchsetzen.
Nachdem er von einer sehr ernsten Erkrankung genesen war, gründete Alain Canhiart zum Dank im Jahr 1029 zusammen mit seinem Bruder Bischof Orscand die Abtei Sainte-Croix de Quimperlé und übergab ihre Leitung an Saint Gurloës. Als Zugabe erhielt die Abtei Belle-Île.
Nach dem Tod des Grafen Mathias I. von Nantes im Jahr 1050 meldete Alain Canhiart die Ansprüche seiner Gattin auf den Herzogtitel gegenüber Conan II. an und konnte 1054 tatsächlich die Grafschaft Nantes für seinen Sohn und Erben Hoël übernehmen.
Graf Alain Canhiart verstarb im Jahr 1058 und wurde in der Abtei Sainte-Croix de Quimperlé beigesetzt. Seine Grabstätte, an der er mit der damaligen Bekleidung, Kurzschwert, Schild und sämtlichen anderen Waffen figürlich dargestellt war, wurde jedoch während der Französischen Revolution zerstört.